# Dayton (Washington)
Dayton je grad u američkoj saveznoj državi Washington. Prema popisu stanovništva iz 2010. u njemu je živjelo 2.526 stanovnika.